# Junco
Se conoce como junco a los miembros de la familia Juncaceae (las juncáceas) o a numerosas especies de plantas monocotiledóneas ligadas al agua o a zonas húmedas, de altura media de 50 cm o más, casi siempre radicantes y rizomatosas, con tallos erectos o ascendentes, cilíndricos o comprimidos, y que están englobadas en varios géneros, sobre todo de las familias Juncaceae y Cyperaceae. Entre los más frecuentes se encuentran:
- Juncus
- Scirpus
- Cyperus
- Butomus
- Eleocharis
- Scirpoides
- Cladium
- Triglochin
- Typha o espadaña
- Phragmites o carrizo
- Sparganium o esparganio

Los juncos (juncáceas) son una de las familias graminiformes, "similares a las gramíneas" o familia Poaceae.